# Fruto-oligossacarídeo
Um fruto-oligossacarídeo é um oligossacarídeo composto por um polímero de frutose. Produzido pela hidrólise de inulina ou pela enzima frutosiltransferase a partir da sacarose. Eles são utilizados devido as suas propriedades como prebióticos, e eventualmente pelo sabor adocicado. Eles facilitam o desenvolvimento de probióticos que têm um efeito preventivo para o câncer colorretal, intestinais anti-infecciosos, estimulantes do sistema imunológico e colesterol. Além disso, eles fornecem uma sensação de matéria oleosa e sabor de açúcar sem os aspectos negativos.